# Флоридський Атлантичний університет
Флоридський Атлантичний університет (англ. Florida Atlantic University, також часто називають FAU або Florida Atlantic) — державний університет розташований у Бока-Ратоні (штат Флорида), з п'ятьма філіями у містах Флориди: Данія-Біч, Деві, Форт-Лодердейл, Джюпітер та у Форт-Пірсі в Океанографічному інституті Харбор-Бранч. ФАУ належить до 12 кампусної системи державних університетів штату Флорида і обслуговує Південну Флориду, яка налічує понад п'ять мільйонів людей і охоплює понад 100 миль (160 км) узбережжя. Флоридський Атлантичний університет класифікується Фондом Карнегі як дослідницький університет з високою дослідницькою активністю. Університет пропонує понад 170 програм дипломної та післядипломної освіти у межах 10 коледжів. Програми навчання охоплюють мистецтво та гуманітарні науки, науки, медицину, медсестринську службу, бухгалтерський облік, бізнес, освіту, державне управління, соціальну роботу, архітектуру, інженерію та інформатику. Флорида Атлантик відкрився в 1964 році як перший державний університет на південному сході Флориди, пропонував студентам тільки програми рівня старших курсів навчання та післявузівської освіти. Хоча спочатку в ньому навчалося лише 867 студентів, їх кількість збільшилася в 1984 році, коли університет прийняв своїх перших студентів на молодші курси бакалаврату. Станом на 2018 рік кількість студентів зросло до понад 30 000, з 140 країн, всіх 50 штатів та округ Колумбія. З часу свого заснування Флорида Атлантик видала понад 110 000 дипломів майже 153 160 випускникам.
В останні роки ФАУ доклала зусиль, щоб збільшити свої академічні та дослідницькі показники, в той же час розвиваючись в значній мірі як «традиційний» університет. Для університету характерні високі вимоги до абітурієнтів, постійно зростаюче фінансування наукових досліджень, будівництво нових об'єктів і встановлення міцних партнерських відносин з основними науково-дослідними установами країни. Серед вжитих ним зусиль з розвитку — не тільки збільшення академічного авторитету університету, а й підвищення рейтингу його команди з американського футболу в 1-му дивізіоні NCAA, створення в одному з кампусів свого стадіону, збільшення житлових приміщень в кампусах, а також створення власного медичного коледжу в 2010 році .